# El Grau
Pour les articles homonymes, voir Grau (homonymie).
El Grau (nom officiel en valencien ; Grao en castillan) est un quartier portuaire de la ville de Valence (Espagne) situé dans le districts des Poblats Marítims, sur le bord de la Méditerranée.

## Histoire
À la fin du XIXe siècle et au début du XXe siècle, les villes connaissent une croissance démographique, économique et territoriale inédite, qui détermine l'émergence et la consolidation d'une nouvelle entité urbaine, la métropole.
La démolition des remparts de Valence (es) au XIXe siècle et le début de l'Eixample qui lui fait suite permet de relier le centre-ville au Grau, jusqu'alors une localité portuaire distincte. L’augmentation du commerce d’exportation et le développement des localités portuaires rendent la proximité de la mer plus nécessaire. Toute la zone autour de l'ancienne Porta de la Mar est réaménagée. Une vaste série d'espaces verts — le Pla del Remei, la Glorieta et le Parterre — reliait, par le Pont de la Mar et l'ancien Camí del Grau, la rue Colomb (es) et la place de Tétouan avec le reste des boulevards périphériques dans lesquels l'ancienne muraille avait été transformée.